# 别济梅诺农村居民点
别济梅诺农村居民点（俄语：Безыменское сельское поселение）是俄罗斯联邦别尔哥罗德州格赖沃龙区所属的一个农村居民点。其下辖有1个居民点，行政中心为别济梅诺。据2016年统计，该农村居民点的人口为794人。